# マーモゼッツ
マーモゼッツ（Marmozets）は、イギリス・ウェスト・ヨークシャー・ビングリーで結成されたロック・バンド。

## 来歴
マッキンタイア3兄弟と、ボトムリー兄弟が合流して結成。ザ・ディリンジャー・エスケイプ・プランやマーズ・ヴォルタの影響を受けた。2013年にロードランナー・レコードと契約しメジャー・デビューした。

## メンバー
- ベッカ・マッキンタイア （Becca Macintyre) - ボーカル
- サム・マッキンタイア（Sam Macintyre) - ギター、ボーカル
- ジャック・ボトムリー（Jack Bottomley) - ギター
- ジョシュ・マッキンタイア （Josh Macintyre) - ドラム

なお､ベッカとジャックは実の夫婦である。

### 元メンバー
- ウィル・ボトムリー（Will Bottomley) - ベース、ボーカル

## ディスコグラフィ

### スタジオ・アルバム
- 『マーモゼッツの奇妙で素敵な世界』 - The Weird and Wonderful Marmozets（2014年、Roadrunner）
- 『ノウイング・ホワット・ユー・ノウ・ナウ』 - Knowing What You Know Now (2018年、Roadrunner)

### EP
- Out of My Control（2009年、n/a）
- Passive Aggressive（2011年、n/a）
- Vexed（2012年、n/a）
- Marmozets（2014年、Roadrunner）

### シングル
- "Good Days" (2012年、Venn)
- "Born Young and Free" (2013年、n/a）
- "Move Shake Hide" (2013年、Roadrunner)
- "Why Do You Hate Me?" (2014年、Roadrunner)
- "Captivate You" (2014年、Roadrunner）
- "Play" (2017年、Roadrunner)
- "Habits" (2017年、Roadrunner)